# Svetovno prvenstvo v hokeju na ledu 2003
Svetovno prvenstvo v hokeju na ledu 2003 je bilo sedeminšestdeseto Svetovno prvenstvo v hokeju na ledu. Potekalo je med 24. marcem in 11. majem 2003 v Helsinkih, Tampereju in Turkuju, Finska (elitna divizija), Budimpešti, Madžarska,  in Zagrebu, Hrvaška (1. divizija), Seulu, Južna Koreja, in Sofiji, Bolgarija (2. divizija) ter Aucklandu, Nova Zelandija (3. divizija). Zlato medaljo je osvojila kanadska reprezentanca, srebrno švedska, bronasto pa slovaška, v konkurenci triinštiridesetih reprezentanc, enajstič tudi slovenske, ki je osvojila petnajsto mesto. To je bil za kanadsko reprezentanco dvaindvajseti naslov svetovnega prvaka.

## Dobitniki medalj
| Zlato | Srebro | Bron |
| KanadaSean Burke Roberto Luongo Martin Biron Eric Brewer Jay Bouwmeester Jamie Heward Mathieu Dandenault Cory Cross Steve Staios Craig Rivet Daniel Briere Shawn Horcoff Patrick Marleau Dany Heatley Kyle Calder Kirk Maltby Shane Doan Anson Carter Steven Reinprecht Kris Draper Krys Kolanos Mike Comrie Ryan Smyth | ŠvedskaHenrik Lundqvist Tommy Salo Mikael Tellqvist Per Gustafsson Magnus Johansson Niklas Kronwall Mattias Norström Thomas Rhodin Ronnie Sundin Daniel Tjärnqvist Dick Tärnström Niklas Andersson Per-Johan Axelsson Johan Davidsson Peter Forsberg Mika Hannula Jonas Höglund Mathias Johansson Jörgen Jönsson Marcus Nilson Peter Nordström Mikael Renberg Mats Sundin Mathias Tjärnqvist Henrik Zetterberg | SlovaškaRastislav Staňa Ján Lašák Pavol Rybár Róbert Švehla Radoslav Suchý Martin Štrbák Dušan Milo Ľubomír Višňovský Ladislav Čierny Ivan Majeský Miroslav Šatan Peter Bondra Žigmund Pálffy Richard Zedník Pavol Demitra Tomáš Mravík Jozef Stümpel Vladimír Országh Miroslav Hlinka Richard Kapuš Zdeno Cíger Peter Sejna Ľubomír Vaic Branko Radivojevič |

## Končni vrstni red
1. Kanada
2. Švedska
3. Slovaška
4. Češka
5. Finska
6. Rusija
7. Nemčija
8. Švica
9. Latvija
10. Avstrija
11. Danska
12. Ukrajina
13. ZDA
14. Belorusija
15. Slovenija
16. Japonska
17. Kazahstan
18. Francija
19. Poljska
20. Norveška
21. Madžarska
22. Estonija
23. Italija
24. Nizozemska
25. Združeno kraljestvo
26. Romunija
27. Hrvaška
28. Litva
29. Južna Koreja
30. Belgija
31. Jugoslavija
32. Kitajska
33. Španija
34. Bolgarija
35. Severna Koreja
36. Avstralija
37. Izrael
38. Južna Afrika
39. Islandija
40. Mehika
41. Nova Zelandija
42. Luksemburg
43. Turčija